# Telipogon machupicchuensis
Telipogon machupicchuensis là một loài thực vật có hoa trong họ Lan. Loài này được Nauray & Christenson mô tả khoa học đầu tiên năm 2003.